# Gricelda Valencia de la Mora
Gricelda Valencia de la Mora (Colima, México, 1973) es una política mexicana afiliada al partido Movimiento Regeneración Nacional. Desde el 1 de septiembre de 2018 es senadora del Congreso de la Unión en la LXIV Legislatura en representación del estado de Colima.

## Trayectoria política
Gricelda Valencia de la Mora nació en Colima, México en 1973. Estudió la licenciatura en pedagogía en la Universidad Multitécnica Profesional Colima. En las elecciones federales de 2012 fue postulada como candidata a senadora por el estado de Colima por la coalición Movimiento Progresista, integrada por el Partido de la Revolución Democrática (PRD), el Partido del Trabajo (PT) y el partido Movimiento Ciudadano (MC). En los comicios quedó en tercer lugar, con aproximadamente el 15% de los votos emitidos a su favor.
En las elecciones federales de 2018 fue postulada como senadora de segunda fórmula por el partido Movimiento Regeneración Nacional después de que Indira Vizcaíno Silva renunciara a su postulación al senado para presentarse como candidata a diputada federal por el distrito 1 de Colima. En los comicios, celebrados el 1 de julio, su candidatura fue elegida con cerca del 43% de los votos emitidos a su favor. El 1 de septiembre de 2018 ocupó el escaño de senadora de segunda fórmula en representación del estado de Colima en la LXIV Legislatura del Congreso de la Unión. Dentro del senado ocupa la posición de presidente de la comisión de seguridad social.

## Controversias
En enero de 2020, el dirigente estatal de Morena en Colima, Sergio Jiménez Bojado, acusó Gricelda Valencia de haber engañado a simpatizantes del partido para asistir a las asambleas de la organización «Fuerza Social por México» para que esta pudiera constituirse como partido político nacional.